# Micronissa delphinaria
Micronissa delphinaria là một loài bướm đêm trong họ Geometridae.